# Regierung Ahern III
Die Regierung Ahern III war die 27. Regierung der Republik Irland, sie amtierte vom 14. Juni 2007 bis zum 7. Mai 2008.
Bei der Parlamentswahl am 24. Mai 2007 büßte die seit 2003 gemeinsam regierende Koalition von Fianna Fáil (FF) und Progressive Democrats (PD) ihre Mehrheit ein. Fianna Fáil errang 78 Mandate, die Progressive Democrats erhielten nur noch 2 Sitze. Beide Parteien bildeten gemeinsam mit den Grünen (GP), die 6 Abgeordnete stellten, eine Koalition.
Bertie Ahern wurde am 14. Juni 2007 vom Dáil Éireann, dem irischen Parlament, mit 89 zu 76 Stimmen erneut zum Taoiseach (Ministerpräsident) gewählt. Die Ernennung Aherns und der Minister durch Staatspräsidentin Mary McAleese erfolgte am selben Tag. Die beiden Staatsminister beim Taoiseach wurden am 14. Juni ernannt, die anderen Staatsminister am 20. Juni. Nach einer Gesetzesänderung, die die Anzahl der Staatsminister von 17 auf 20 erhöhte, wurden am 9. Juli weitere drei Staatsminister ernannt.
Am 2. April 2008 kündigte Ahern seinen Rücktritt zum 6. Mai an. Fianna Fáil wählte am 9. April Finanzminister Brian Cowen zum neuen Parteivorsitzenden (Amtsantritt 6. Mai). Der Rücktritt Aherns als Regierungschef erfolgte am 6. Mai, Finanzminister Cowen wurde am Folgetag vom Dáil zum neuen Regierungschef gewählt.

## Zusammensetzung
| Minister                                                                                   | Minister        | Minister | Minister         | Minister | Minister         |
| Amt                                                                                        | Name            | Partei   | Amtszeit         | Amtszeit | Amtszeit         |
| ------------------------------------------------------------------------------------------ | --------------- | -------- | ---------------- | -------- | ---------------- |
| Taoiseach (Ministerpräsident)                                                              | Bertie Ahern    | FF       | 14. Juni 2007    | –        | 07. Mai 2008     |
| Tánaiste (Vizeministerpräsident) Finanzminister                                            | Brian Cowen     | FF       | 14. Juni 2007    | –        | 07. Mai 2008     |
| Außenminister                                                                              | Dermot Ahern    | FF       | 14. Juni 2007    | –        | 07. Mai 2008     |
| Ministerin für Bildung und Wissenschaft                                                    | Mary Hanafin    | FF       | 14. Juni 2007    | –        | 07. Mai 2008     |
| Minister für Gemeinwesen, ländliche Angelegenheiten und die Gaeltacht                      | Éamon Ó Cuív    | FF       | 14. Juni 2007    | –        | 07. Mai 2008     |
| Ministerin für Gesundheit und Kinder                                                       | Mary Harney     | PD       | 14. Juni 2007    | –        | 07. Mai 2008     |
| Minister für Justiz, Gleichstellung und Rechtsreform                                       | Brian Lenihan   | FF       | 14. Juni 2007    | –        | 07. Mai 2008     |
| Minister für Kommunikation, Meeresangelegenheiten und Bodenschätze                         | Eamon Ryan      | GP       | 14. Juni 2007    | –        | 20. Oktober 2007 |
| Minister für Kommunikation, Energie und Bodenschätze                                       | Eamon Ryan      | GP       | 20. Oktober 2007 | –        | 07. Mai 2008     |
| Minister für Kunst, Sport und Tourismus                                                    | Séamus Brennan  | FF       | 14. Juni 2007    | –        | 07. Mai 2008     |
| Ministerin für Landwirtschaft und Ernährung                                                | Mary Coughlan   | FF       | 14. Juni 2007    | –        | 20. Oktober 2007 |
| Ministerin für Landwirtschaft, Fischerei und Ernährung                                     | Mary Coughlan   | FF       | 20. Oktober 2007 | –        | 07. Mai 2008     |
| Minister für Soziales und Familien                                                         | Martin Cullen   | FF       | 14. Juni 2007    | –        | 07. Mai 2008     |
| Minister für Umwelt, nationales Erbe und örtliche Verwaltung                               | John Gormley    | GP       | 14. Juni 2007    | –        | 07. Mai 2008     |
| Minister für Unternehmen, Handel und Beschäftigung                                         | Micheál Martin  | FF       | 14. Juni 2007    | –        | 07. Mai 2008     |
| Verkehrsminister                                                                           | Noel Dempsey    | FF       | 14. Juni 2007    | –        | 07. Mai 2008     |
| Verteidigungsminister                                                                      | Willie O’Dea    | FF       | 14. Juni 2007    | –        | 07. Mai 2008     |
| Staatsminister                                                                             |                 |          |                  |          |                  |
| Amt                                                                                        | Name            | Partei   | Amtszeit         | Amtszeit | Amtszeit         |
| Staatsminister beim Taoiseach                                                              | Tom Kitt        | FF       | 14. Juni 2007    | –        | 07. Mai 2008     |
| Staatsminister beim Taoiseach                                                              | Dick Roche      | FF       | 14. Juni 2007    | –        | 07. Mai 2008     |
| Staatsminister im Außenministerium                                                         | Dick Roche      | FF       | 14. Juni 2007    | –        | 07. Mai 2008     |
| Staatsminister im Außenministerium                                                         | Michael Kitt    | FF       | 20. Juni 2007    | –        | 07. Mai 2008     |
| Staatsminister im Ministerium für Bildung und Wissenschaft                                 | Michael Ahern   | FF       | 20. Juni 2007    | –        | 07. Mai 2008     |
| Staatsminister im Ministerium für Bildung und Wissenschaft                                 | Jimmy Devins    | FF       | 9. Juli 2007     | –        | 07. Mai 2008     |
| Staatsminister im Ministerium für Bildung und Wissenschaft                                 | Seán Haughey    | FF       | 20. Juni 2007    | –        | 07. Mai 2008     |
| Staatsminister im Ministerium für Bildung und Wissenschaft                                 | Conor Lenihan   | FF       | 20. Juni 2007    | –        | 07. Mai 2008     |
| Staatsminister im Ministerium für Bildung und Wissenschaft                                 | Brendan Smith   | FF       | 20. Juni 2007    | –        | 07. Mai 2008     |
| Staatsminister im Finanzministerium                                                        | Noel Ahern      | FF       | 20. Juni 2007    | –        | 07. Mai 2008     |
| Staatsminister im Ministerium für Gemeinwesen, ländliche Angelegenheiten und die Gaeltacht | Pat Carey       | FF       | 20. Juni 2007    | –        | 07. Mai 2008     |
| Staatsminister im Ministerium für Gemeinwesen, ländliche Angelegenheiten und die Gaeltacht | Conor Lenihan   | FF       | 20. Juni 2007    | –        | 07. Mai 2008     |
| Staatsminister/-in im Ministerium für Gesundheit und Kinder                                | Jimmy Devins    | FF       | 9. Juli 2007     | –        | 07. Mai 2008     |
| Staatsminister/-in im Ministerium für Gesundheit und Kinder                                | Pat Gallagher   | FF       | 20. Juni 2007    | –        | 07. Mai 2008     |
| Staatsminister/-in im Ministerium für Gesundheit und Kinder                                | Máire Hoctor    | FF       | 9. Juli 2007     | –        | 07. Mai 2008     |
| Staatsminister/-in im Ministerium für Gesundheit und Kinder                                | Brendan Smith   | FF       | 20. Juni 2007    | –        | 07. Mai 2008     |
| Staatsminister im Ministerium für Justiz, Gleichstellung und Rechtsreform                  | Jimmy Devins    | FF       | 9. Juli 2007     | –        | 07. Mai 2008     |
| Staatsminister im Ministerium für Justiz, Gleichstellung und Rechtsreform                  | Conor Lenihan   | FF       | 20. Juni 2007    | –        | 07. Mai 2008     |
| Staatsminister im Ministerium für Justiz, Gleichstellung und Rechtsreform                  | Seán Power      | FF       | 20. Juni 2007    | –        | 07. Mai 2008     |
| Staatsminister im Ministerium für Justiz, Gleichstellung und Rechtsreform                  | Brendan Smith   | FF       | 20. Juni 2007    | –        | 07. Mai 2008     |
| Staatsminister im Ministerium für Kommunikation, Meeresangelegenheiten und Bodenschätze    | Tony Killeen    | FF       | 20. Juni 2007    | –        | 20. Oktober 2007 |
| Staatsminister im Ministerium für Kommunikation, Energie und Bodenschätze                  | Tony Killeen    | FF       | 20. Oktober 2007 | –        | 07. Mai 2008     |
| Staatsminister/-in im Ministerium für Landwirtschaft und Ernährung                         | John Browne     | FF       | 20. Juni 2007    | –        | 20. Oktober 2007 |
| Staatsminister/-in im Ministerium für Landwirtschaft und Ernährung                         | Trevor Sargent  | GP       | 20. Juni 2007    | –        | 20. Oktober 2007 |
| Staatsminister/-in im Ministerium für Landwirtschaft und Ernährung                         | Mary Wallace    | FF       | 20. Juni 2007    | –        | 20. Oktober 2007 |
| Staatsminister/-in im Ministerium für Landwirtschaft, Fischerei und Ernährung              | John Browne     | FF       | 20. Oktober 2007 | –        | 07. Mai 2008     |
| Staatsminister/-in im Ministerium für Landwirtschaft, Fischerei und Ernährung              | Trevor Sargent  | GP       | 20. Oktober 2007 | –        | 07. Mai 2008     |
| Staatsminister/-in im Ministerium für Landwirtschaft, Fischerei und Ernährung              | Mary Wallace    | FF       | 20. Oktober 2007 | –        | 07. Mai 2008     |
| Staatsministerin im Ministerium für Soziales und Familien                                  | Máire Hoctor    | FF       | 9. Juli 2007     | –        | 07. Mai 2008     |
| Staatsminister/-in im Ministerium für Umwelt, nationales Erbe und örtliche Verwaltung      | Máire Hoctor    | FF       | 9. Juli 2007     | –        | 07. Mai 2008     |
| Staatsminister/-in im Ministerium für Umwelt, nationales Erbe und örtliche Verwaltung      | Tony Killeen    | FF       | 20. Juni 2007    | –        | 07. Mai 2008     |
| Staatsminister/-in im Ministerium für Umwelt, nationales Erbe und örtliche Verwaltung      | Batt O’Keeffe   | FF       | 20. Juni 2007    | –        | 07. Mai 2008     |
| Staatsminister im Ministerium für Unternehmen, Handel und Beschäftigung                    | Michael Ahern   | FF       | 20. Juni 2007    | –        | 07. Mai 2008     |
| Staatsminister im Ministerium für Unternehmen, Handel und Beschäftigung                    | Jimmy Devins    | FF       | 9. Juli 2007     | –        | 07. Mai 2008     |
| Staatsminister im Ministerium für Unternehmen, Handel und Beschäftigung                    | Seán Haughey    | FF       | 20. Juni 2007    | –        | 07. Mai 2008     |
| Staatsminister im Ministerium für Unternehmen, Handel und Beschäftigung                    | Billy Kelleher  | FF       | 20. Juni 2007    | –        | 07. Mai 2008     |
| Staatsminister im Ministerium für Unternehmen, Handel und Beschäftigung                    | John McGuinness | FF       | 9. Juli 2007     | –        | 07. Mai 2008     |
| Staatsminister im Verteidigungsministerium                                                 | Tom Kitt        | FF       | 14. Juni 2007    | –        | 07. Mai 2008     |

## Umbesetzungen und Umbenennungen
Das Ministerium für Kommunikation, Meeresangelegenheiten und Bodenschätze wurde am 20. Oktober 2007 in Ministerium für Kommunikation, Energie und Bodenschätze umbenannt.
Das Ministerium für Landwirtschaft und Ernährung wurde am 20. Oktober 2007 in Ministerium für Landwirtschaft, Fischerei und Ernährung umbenannt.